# Stolpersteine in Venetien

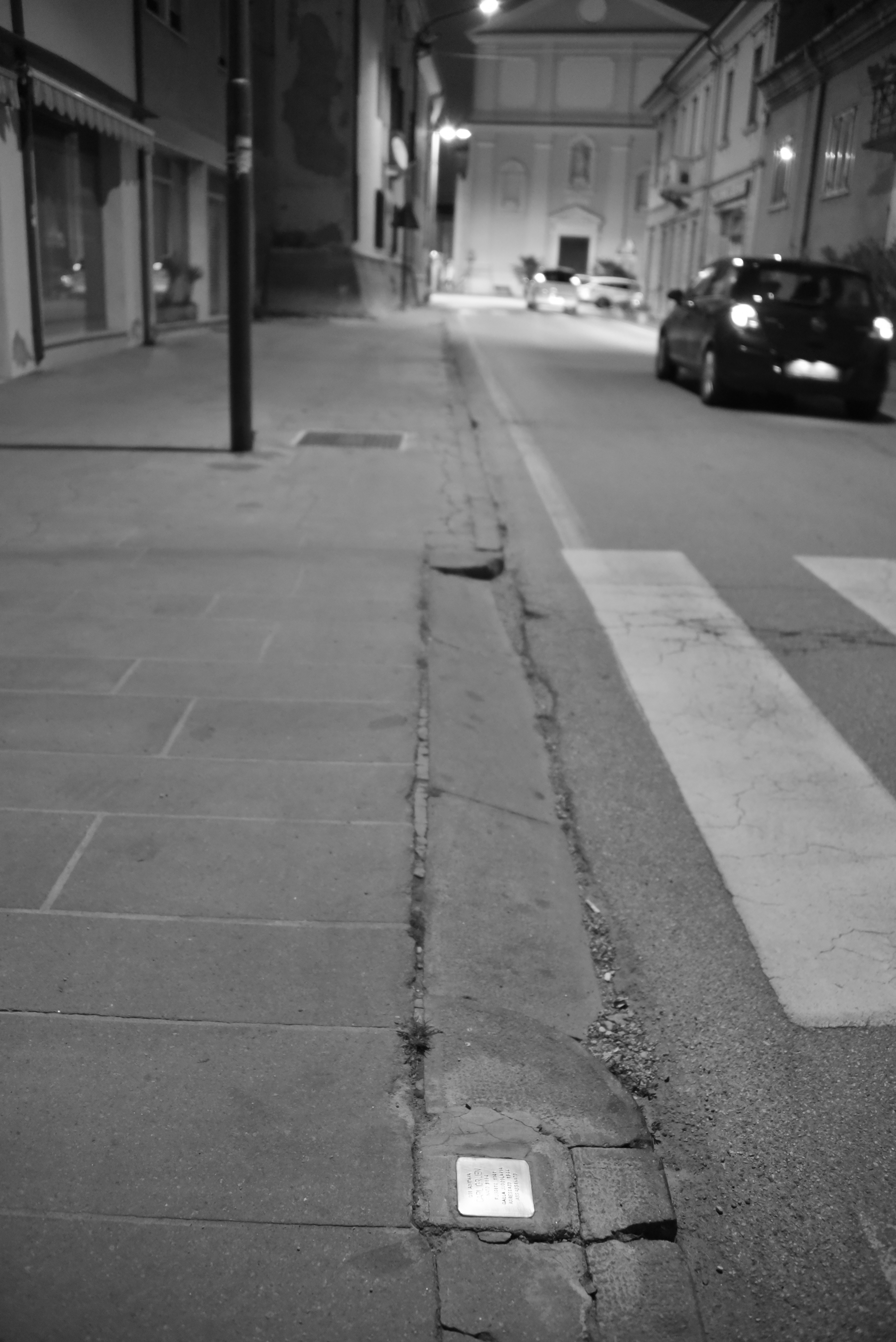
Stolperstein in Costa di Rovigo zur Erinnerung an den aus Ljubljana vertriebenen Carlo Gruen, der einer „freien Internierung“ unterlag und dennoch vom NS-Regime ermordet wurde

Die Stolpersteine in Venetien geben einen Überblick über die Stolpersteine, die in der italienischen Region Venetien an das Schicksal der Menschen erinnern, welche von den deutschen Nationalsozialisten ermordet, deportiert, vertrieben oder in den Suizid getrieben wurden. Die Stolpersteine wurden von Gunter Demnig verlegt.
Demnig verlegt seit Januar 2014 regelmäßig Stolpersteine in Venetien. Der Begriff Stolpersteine heißt auf Italienisch: pietre d'inciampo.

## Metropolitanstadt Venedig, Provinzen Padua und Rovigo
Der erste in Venetien verlegte Stolperstein ist Ingenieur Bartolomeo Melone gewidmet, er befindet sich am Campo SS. Apostoli in Venedig. Die ersten Verlegungen in der Lagunenstadt fanden am 12. Januar 2014, am 14. Januar 2015 und am 19. Januar 2016 statt. 2016 wurde erstmals in Costa di Rovigo, Mirano und Padova verlegt, 2018 in Bovolenta und seit 2019 auch in Chioggia.

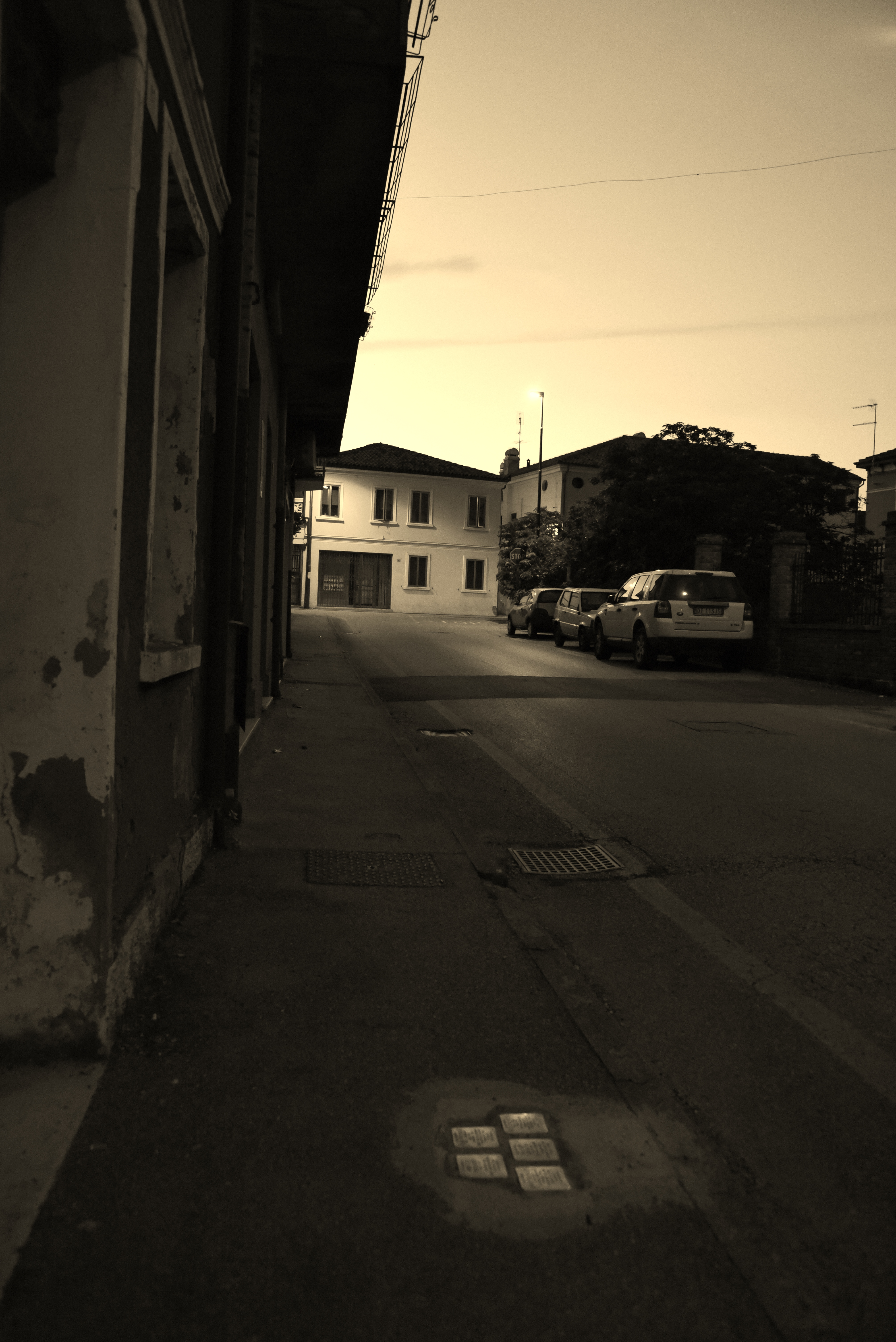
Costa di Rovigo
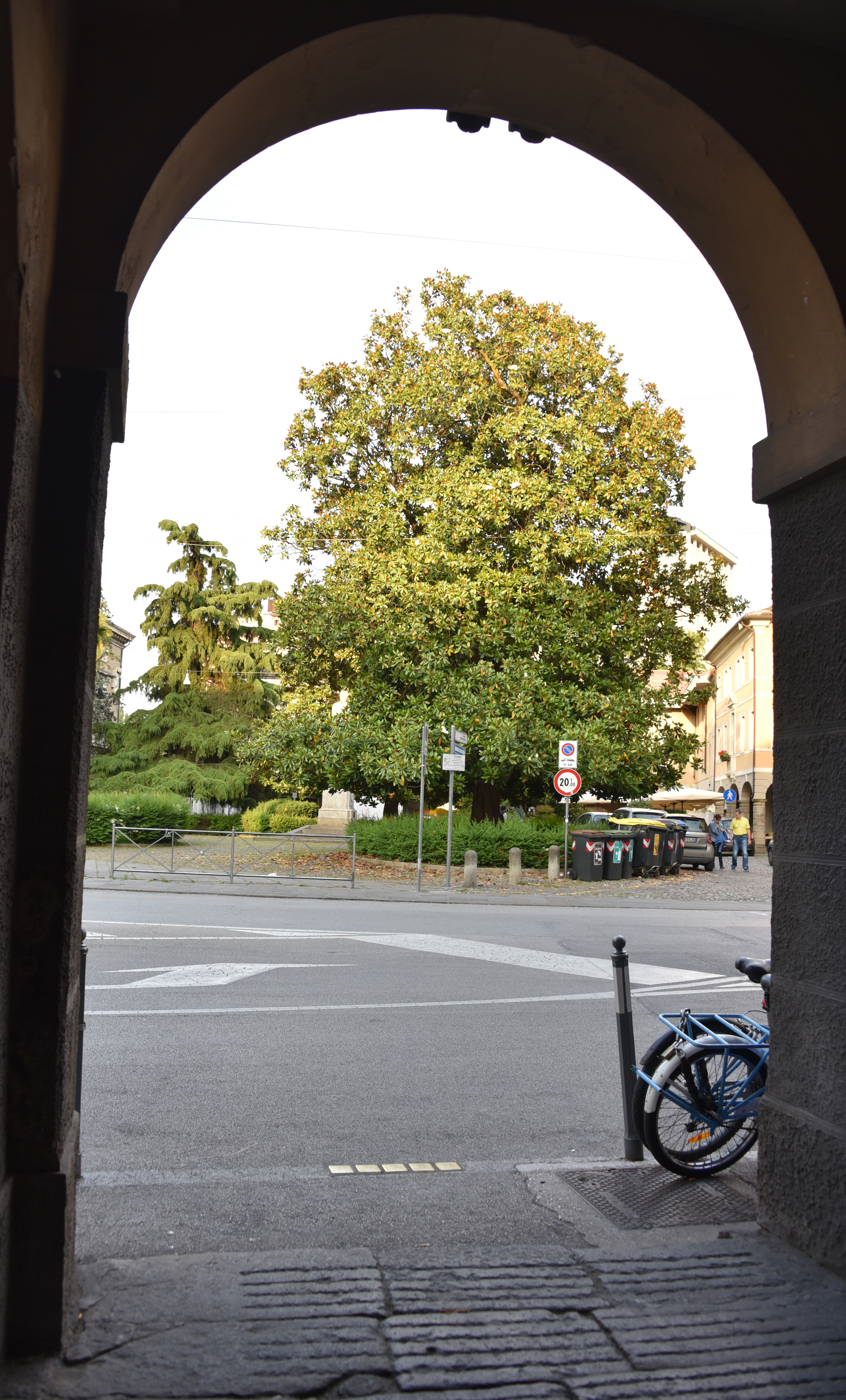
Padova
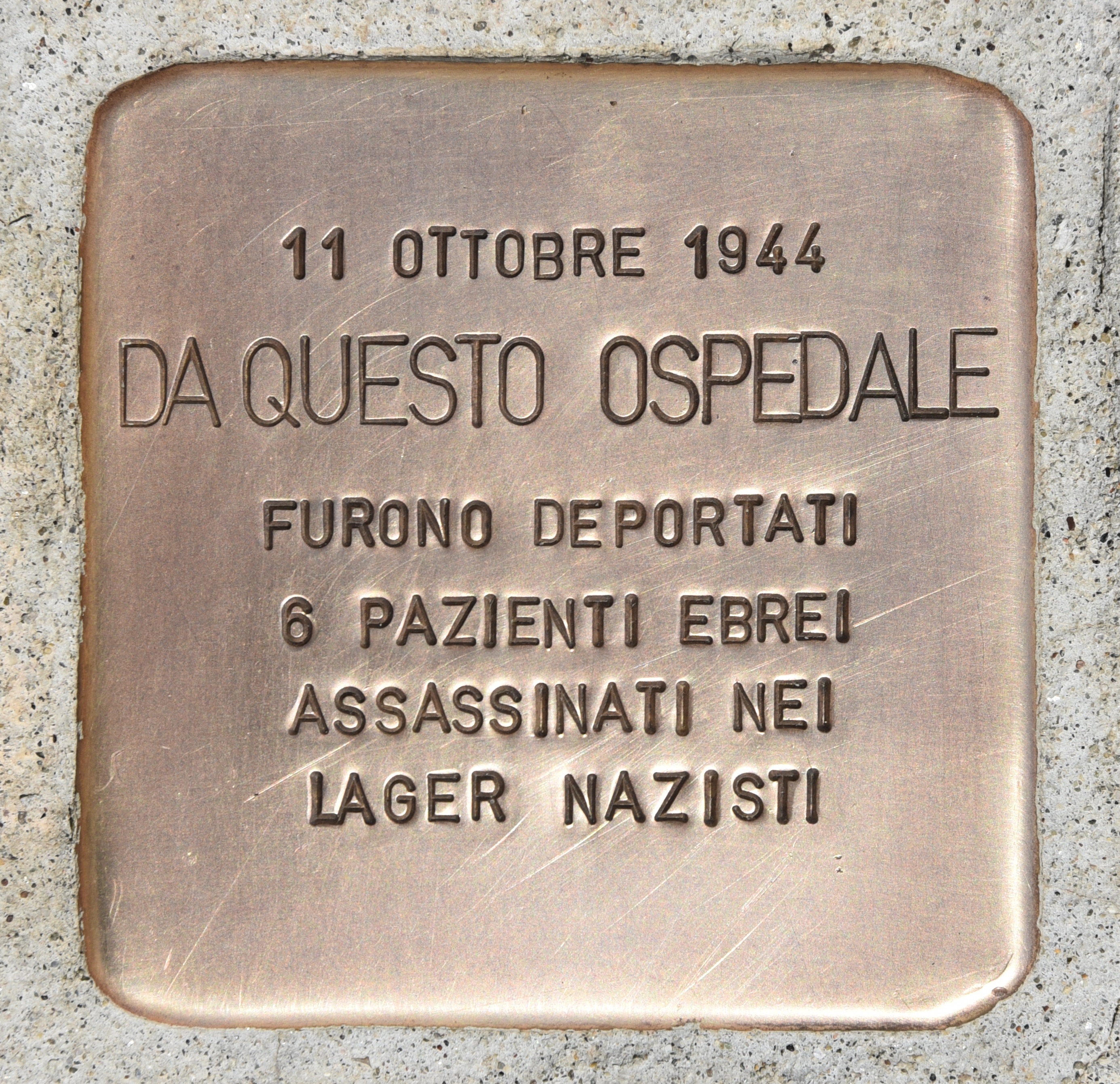
Isola di San Servolo
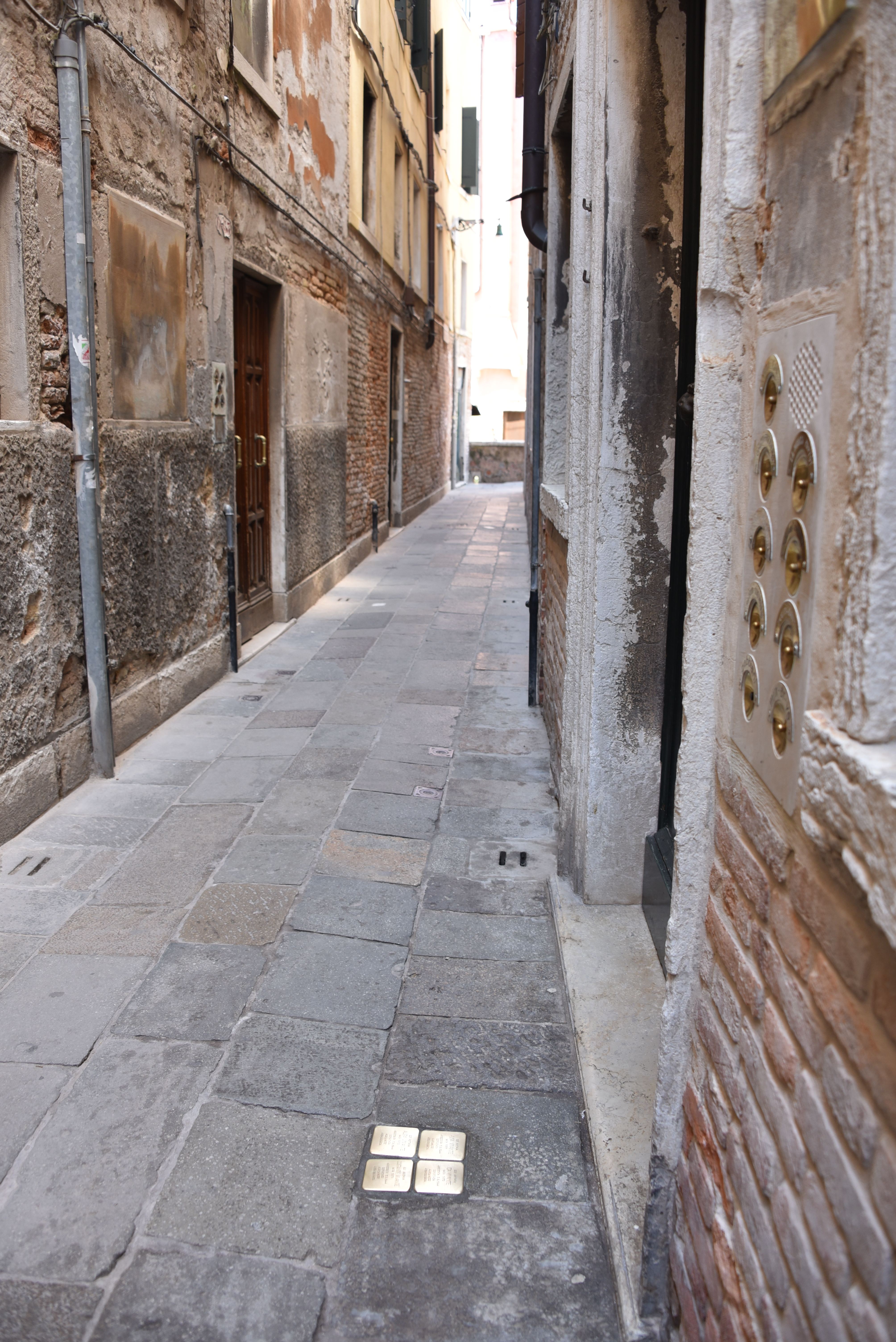
Venezia

Die folgenden Städtenamen sind mit der jeweiligen Stolperstein-Liste verknüpft.
| - Bovolenta, 2 Stolpersteine - Chioggia, 3 Stolpersteine - Costa di Rovigo, 6 Stolpersteine |  | - Mirano, 2 Stolpersteine - Padua, 34 Stolpersteine |  | - Rovigo, 1 Stolperstein - Venedig, 85 Stolpersteine |

Der im Januar 2018 erstmals verlegte Stolperstein für Gustavo Corinaldi in Cannaregio wurde von Unbekannten gestohlen. Er wurde am 28. Januar 2019 neuerlich verlegt.

## Provinz Vicenza
Mit der Behauptung, dass Stolpersteine „Haß und Spaltung“ bedeuteten, lehnte der Gemeinderat der Stadt Schio in der Provinz Vicenza die Verlegung von 14 Stolpersteinen für die Opfer des Nazifaschismus in der Stadt ab. Die Entscheidung wurde von der rechten Mehrheit im Stadtsenat getroffen, wobei sich die Lega der Stimme enthielt. Die Entscheidung des Gemeinderats wurde italienweit kritisiert. Durchaus emotional reagierte der lokale PD-Vertreter Emanuele Fiano, der den Antrag eingebracht hatte: „Sagt mir, dass das nicht wahr ist!“